# Колман, Эдди
Э́двард Ко́лман (англ. Edward Colman; 1 ноября 1936, Солфорд, Англия — 6 февраля 1958, Мюнхен, ФРГ), более известный как Э́дди Ко́лман (англ. Eddie Colman) — английский футболист, крайний хавбек. С 1953 года играл за английский клуб «Манчестер Юнайтед», был одним из знаменитых «малышей Басби». Один из восьмерых футболистов «Манчестер Юнайтед», погибших 6 февраля 1958 года во время авиакатастрофы в Мюнхене.

## Биография
Колман родился в Солфорде, Ланкашир и после окончания школы летом 1952 года начал выступать за молодёжную команду «Манчестер Юнайтед». В основной состав пробился в ходе сезона 1955/56. В течение последующих 2,5 лет он сыграл за клуб 108 матчей и забил два гола, второй из которых — в роковом матче Кубка европейских чемпионов 1958 года против «Црвены Звезды». В «Юнайтед» он получил прозвище «Snakehips» (Змеиные бёдра) за свои фирменные финты.
Он стал самым молодым футболистом, погибшим в Мюнхенской авиакатастрофе — ему был всего 21 год и 3 месяца. В память о нём названо общежитие Университета Солфорда, рядом с главным кампусом (англ. Eddie Colman Building).
Статуя Колмана была возведена на его могиле на кладбище Виста в Солфорде, но её сильно повредили вандалы. После восстановления статую перенесли в дом отца Эдди Колмана, Дика, который скончался в октябре 1986 года в возрасте 76 лет и был похоронен рядом с сыном и своей женой Элизабет, которая скончалась в ноябре 1971 года в возрасте 62 лет.

## Достижения
Манчестер Юнайтед
- Чемпион Первого дивизиона (2): 1955/56, 1956/57
- Обладатель Суперкубка Англии: 1956
- Итого: 4 трофея

## Статистика выступлений
| Клуб              | Сезон            | Лига | Лига | Кубок Англии | Кубок Англии | Кубок чемпионов | Кубок чемпионов | Суперкубок Англии | Суперкубок Англии | Итого | Итого |
| Клуб              | Сезон            | Игры | Голы | Игры         | Голы         | Игры            | Голы            | Игры              | Голы              | Игры  | Голы  |
| ----------------- | ---------------- | ---- | ---- | ------------ | ------------ | --------------- | --------------- | ----------------- | ----------------- | ----- | ----- |
| Манчестер Юнайтед | 1955/56          | 25   | 0    | 1            | 0            | -               | -               | 0                 | 0                 | 26    | 0     |
| Манчестер Юнайтед | 1956/57          | 36   | 1    | 6            | 0            | 8               | 0               | 1                 | 0                 | 51    | 1     |
| Манчестер Юнайтед | 1957/58          | 24   | 0    | 2            | 0            | 5               | 1               | 0                 | 0                 | 31    | 1     |
| Всего за карьеру  | Всего за карьеру | 85   | 1    | 9            | 0            | 13              | 1               | 1                 | 0                 | 108   | 2     |